# Baltimore WCT 1982
Il Baltimore WCT 1982 è stato un torneo di tennis giocato sul sintetico indoor. È stata la 10ª edizione del Baltimore WCT, che fa parte del World Championship Tennis 1982. Si è giocato a Baltimora negli Stati Uniti, dall'1 al 7 novembre 1982.

## Campioni

### Singolare
Paul McNamee ha battuto in finale  Guillermo Vilas con il punteggio di 4–6, 7–5, 7–5, 2–6, 6–3

### Doppio
Anand Amritraj /  Tony Giammalva hanno battuto in finale  Vijay Amritraj /  Fred Stolle con il punteggio di 7–5, 6–2